# Mille Miglia 1927

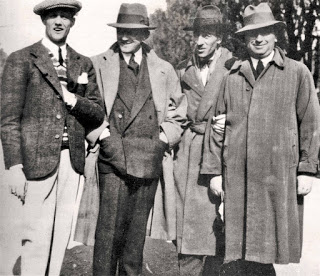
Die vier Gründerväter (von links): Aymo Maggi, Franco Mazzotti, Giovanni Canestrini und Renzo Castagneto

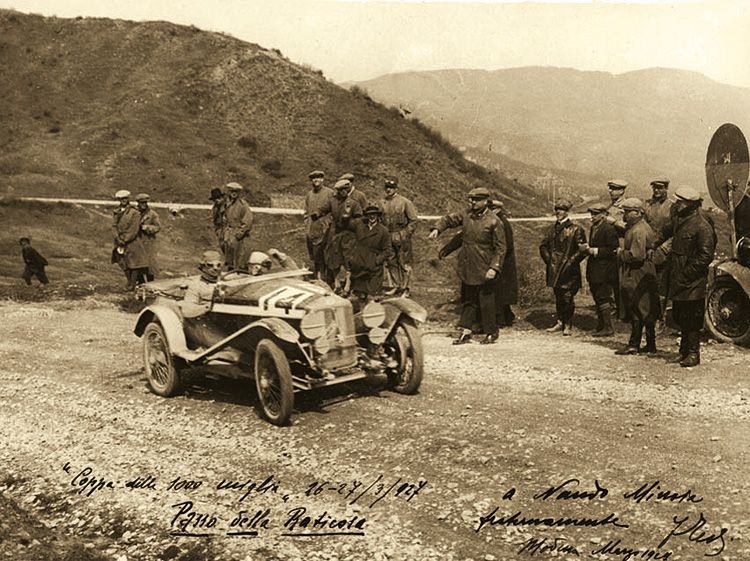
Die Rennsieger Ferdinando Minoia und Giuseppe Morandi im OM Tipo 665 Sport auf dem Passo della Raticosa

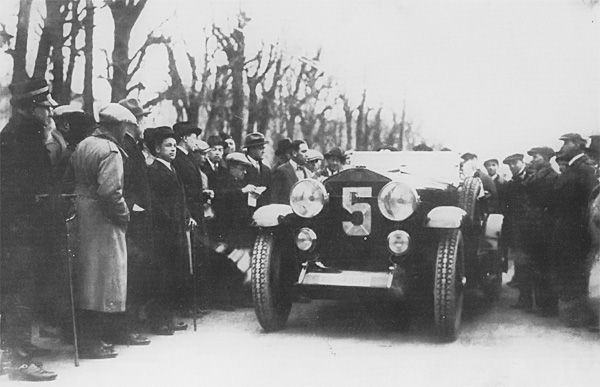
Mitorganisator Aymo Maggi mit Beifahrer Bindo Maserati im Isotta 8A SS beim Start in Brescia

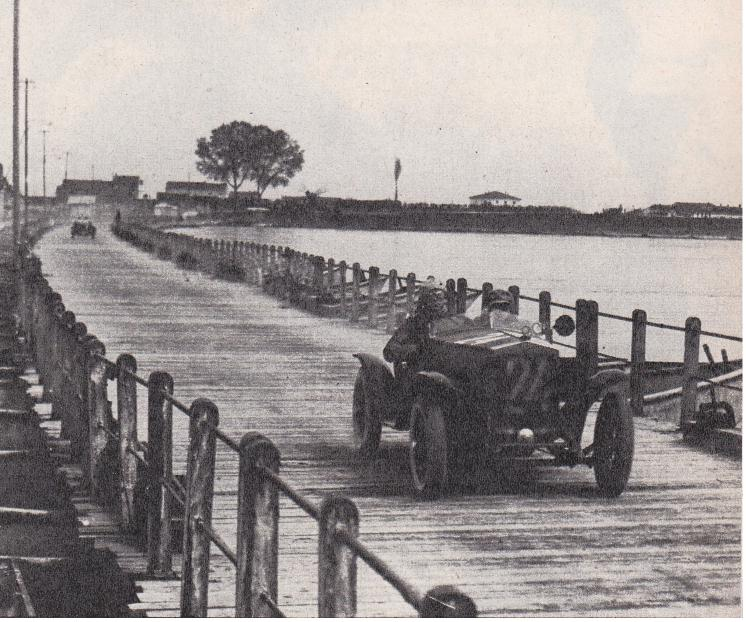
Der Lancia Lambda von Augusto Battaglini bei der Überquerung des Po

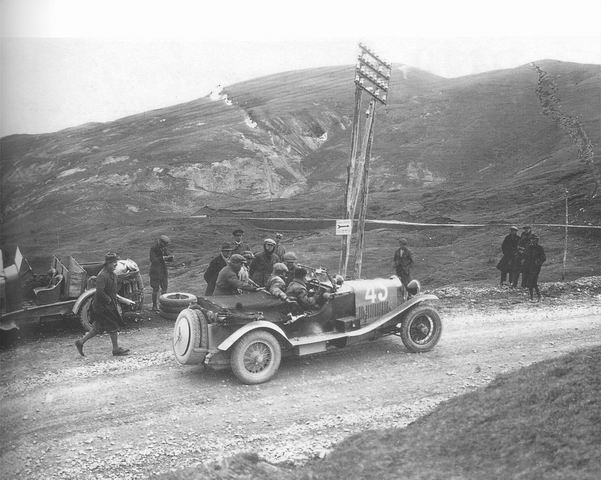
Der Alfa Romeo RLSS 22/90 von Attilio Marinoni und Giulio Ramponi

Die erste Mille Miglia, auch Coppa delle Mille Miglia, fand am 27. März 1927 statt und führte über 1639,700 km von Brescia nach Rom und wieder zurück nach Brescia.

## Die Vorgeschichte
Die richtige Idee zur richtigen Zeit, von den richtigen Personen umgesetzt: Diesem Umstand verdankte das 1000-Meilen-Rennen durch Oberitalien seine Entstehung. Um die Mille Miglia und deren Entwicklungsgeschichte historisch einordnen zu können, ist ein Blick auf das Italien der 1920er-Jahre unerlässlich. Vom Adel und der katholischen Kirche geprägt, hatte das noch sehr landwirtschaftliche Land nichts mit dem EU-Mitglied der Gegenwart zu tun. 1926 war Viktor Emanuel III. König von Italien und Benito Mussolini war seit vier Jahren Präsident des Ministerrats. In Italien waren 1926 rund 170.000 Autos angemeldet; so viele produzierte die britische Automobilindustrie seit Anfang der 1920er-Jahre pro Jahr. Eine verwirrende Straßenverkehrsordnung sorgte für viele Unfälle. Auf Landstraßen musste man auf der rechten Straßenseite fahren, in den Innenstädten links. Die italienische Automobilindustrie hatte an Innovationskraft eingebüßt und war daran den Anschluss an die europäische Konkurrenz zu verlieren.
Am 4. Dezember 1926 veröffentlichte die italienische Sportzeitung La Gazzetta dello Sport erstmals einen Bericht über die Idee vier junger Norditaliener, die ein Autorennen über 1000 Meilen von Brescia nach Rom planten. Der 1903 geborene Conte Aymo Maggi, bereits etablierter Rennfahrer und Vizepräsident des Automobile Club Brescia, war Initiator des Rennens. Zu seinen Mitstreitern zählten der damals 21-jährige Conte Franco Mazzotti, Clubpräsident und passionierter Flieger, Auto- und Rennbootfahrer. Der 1893 geborene Giovanni Canestrini war Fußballschiedsrichter und Motorsportjournalist bei der Gazzetta. Der vierte im Bunde war der Motorradrennfahrer Renzo Castagneto. Die vier Freunde wollten Brescia zum Mittelpunkt des italienischen Motorsports machen und entwickelten das Konzept des 1000-Meilen-Rennens. Es sollte ein Straßenrennen – zumeist über unbefestigte Landstraßen – werden und in Brescia starten und enden. Als Streckenlänge ergaben sich ungefähr 1600 Kilometer, was 1000 englischen Meilen entsprach. Da im Römischen Reich in Meilen gemessen wurde, wählten die Organisatoren dieses Längenmaß.
Die vier Organisatoren standen vor einer enormen logistischen Aufgabe. Es gelang ihnen die Unterstützung der italienischen Streitkräfte zu erhalten, die 25.000 Carabinieri als Straßenarbeiter, Ordner und Streckenposten zur Verfügung stellten. Durch die regional aufgesplitterten und zerstrittenen italienischen Polizeibehörden war es den Organisatoren unmöglich, die gesamte Strecke während des Rennens für den normalen Verkehr sperren zu lassen. So war es den lokalen Behörden überlassen, ob Streckenteile für den öffentlichen Verkehr gesperrt waren oder nicht. Dort wo die Rennfahrer auf Ochsenkarren und lokale Kleinkraftrad- und Motorradamateure stießen, kam es zu teilweise haarsträubenden Vorfällen. Das Rennen sollte auch den italienischen Motorsportteams neuen Auftrieb geben. International waren Fiat, die 1926 mit dem 806 ihren letzten Grand-Prix-Rennwagen gebaut hatten, und Alfa Romeo gegen die Fahrzeuge von Bugatti in Rückstand geraten.

## Das Rennen

### Die Route
Brescia – Montichiari – Asola – Piadena – Casalmaggiore – Parma – Reggio nell’Emilia – Bologna – Raticosapass – Futapass – Florenz – Poggibonsi – Siena – Radicofani – Viterbo – Monterosi – Rom – Terni – Sommapass – Spoleto – Perugia – Gubbio – Castelraimondo – Tolentino – Loreto – Ancona – Pesaro – Rimini – Forlì – Bologna – Ferrara – Rovigo – Padua – Noale – Treviso – Feltre – Venedig – Verona – Brescia

### Der Rennverlauf
Die technische Abnahme der 77 gemeldeten Fahrzeuge fand auf dem Hauptplatz von Brescia statt. Bis auf wenige Ausnahmen waren vor allem italienische Fahrer und Beifahrer am Start. Entlang der Strecke richteten die Organisatoren 14 Kontrollpunkte ein. An einigen dieser Checkpoints legten die Rennmannschaften Depots für Reifen und Benzin an. Weder die Veranstalter noch die Fahrer hatten eine Ahnung, wie lange sie während des Rennens unterwegs sein würden. Für die langsamsten Wagen wurde eine Fahrzeit von zwei Tagen befürchtet. Auch der Materialverschleiß konnte nur geschätzt werden. Wie viele Reifen gewechselt werden müssten, blieb genauso im Dunklen wie der Treibstoffverbrauch. Mitorganisator Aymo Maggi, der einen Isotta Fraschini fuhr, rechnete mit elf Tankstopps.
1923 hatte der Rennfahrer Enzo Ferrari den Wechsel des Fiat-Technikers Vittorio Jano zu Alfa Romeo vermittelt. Jano hatte die Alfa Romeo RL/RM zu RL Super Sport weiterentwickelt. Die Rennabteilung meldete zwei RL Super Sport für Gastone Brilli-Peri, der 1925 für Alfa Romeo den Großen Preis von Italien gewonnen hatte, und Artiro Mercanti. Mercanti, in Brescia geboren, startete unter dem Pseudonym Frate Ignoto (zu Deutsch etwa Bruder Unbekannt), um Unmutsäußerungen der Zuschauer zu vermeiden. Mercanti hatte 1922 als Präsident des Mailänder Automobilklubs das Autodromo Nazionale di Monza errichten lassen und dabei die Wünsche der Gemeinde Brescia, die nationale Rennbahn auf einem Areal in seiner Heimatstadt zu bauen, ignoriert. Zum Favoritenkreis zählten die drei Werks-OM Tipo 665 Sport von Ferdinando Minoia sowie den Danieli-Brüdern Tino und Mario. Vincenzo Lancia machte eine Ausnahme von seiner Abneigung gegenüber dem Automobilsport und meldete sechs Lancia Lambda. Tazio Nuvolari, der ein Rennteam mit seinem späteren Erzrivalen Achille Varzi unterhielt, steuerte einen Bianchi Tipo 20 Sport Torpedo.
Um 8 Uhr in der Früh am 27. März 1927 eröffnete Aymo Maggi die lange Geschichte der Mille Miglia, als Rennleiter Renzo Castagneto seinen Isotta 8A SS auf die lange Reise nach Rom schickte. In Bologna führte Gastone Brilli-Peri im Alfa Romeo mit einem Vorsprung von fünf Minuten auf den OM von Ferdinando Minoia. Brilli-Peri lag auch in Rom in Führung und war der erste Fahrer, den der Rennfluch traf: Wer in Rom führt, kann die Mille Miglia nicht gewinnen. Auf dem Weg über den Apennin Richtung Adria begann der Alfa-Romeo-Motor Öl zu verlieren, weil sich die Ölpumpe aus der Verankerung gelöst hatte und ein Leck in die Ölwanne schlug. Bis Spoleto hielt der Motor durch, dann musste Brilli-Peri, noch immer in Führung liegend, aufgeben. Auch Attilio Marinoni und Giulio Ramponi bekamen die Härte des Rennens zu spüren, als sie knapp vor dem Ziel mit großem Vorsprung nach einem Differentialschaden am Alfa Romeo ausschieden.
Mit einem Dreifachsieg von OM mit Ferdinando Minoa an der Spitze ging die erste Mille Miglia zu Ende. Das Siegerteam war 21:04:48,200 Stunden unterwegs. Der langsamste Wagen, ein Peugeot 5 HP Tipo MM, erreichte nach einer Fahrzeit von 37:50:33,000 Stunden das Ziel. In den Medien wurde das Rennen als großer Erfolg gefeiert, wodurch die Fortsetzung 1928 gesichert war.

## Ergebnisse

### Schlussklassement
| 1           | 2.0 | 14  | Officine Meccaniche | Ferdinando Minoia Giuseppe Morandi    | OM Tipo 665 Sport                   | 21:04:48,200 |
| 2           | 2.0 | 13  | Officine Meccaniche | Tino Danieli Renato Balestrero        | OM Tipo 665 Sport                   | 21:20:53,600 |
| 3           | 2.0 | 12  | Officine Meccaniche | Mario Danieli Archimede Rosa          | OM Tipo 665 Sport                   | 21:28:02,200 |
| 4           | 3.0 | 17  | Lancia              | Ermenegildo Strazza Attilio Varallo   | Lancia Lambda Torpedo               | 21:42:48,000 |
| 5           | 3.0 | 99  | Lancia              | Umberto Pugno G. Bergia               | Lancia Lambda                       | 21:55:14,600 |
| 6           | 8.0 | 5   | Aymo Maggi          | Aymo Maggi Bindo Maserati             | Isotta Fraschini Tipo 8A SS Torpedo | 22:00:35,800 |
| 7           | 3.0 | 49  | SA Alfa Romeo       | Artiro Mercanti Carlo Sozzi           | Alfa Romeo RLSS 22/90               | 22:06:11,000 |
| 8           | 2.0 | 71  |                     | Franco Cortese M. Baroncini           | Itala Tipo 61                       | 22:45:46,200 |
| 9           | 3.0 | 74  |                     | W. Gutermann Roberto Munaron          | Alfa Romeo RLSS 22/90               | 22:53:57,000 |
| 10          | 3.0 | 89  | Tazio Nuvolari      | Tazio Nuvolari Alessandro Cappelli    | Bianchi Tipo 20 Sport Torpedo       | 23:12:02,000 |
| 11          | 2.0 | 33  |                     | Emilio Bonamico S. Felicioni          | Itala Tipo 61                       | 23:16:45,000 |
| 12          | 1.5 | 55  |                     | G. Binda A. Belgir                    | Bugatti T40                         | 23:18:23,000 |
| 13          | 1.5 | 36  |                     | Pietro Cattaneo L. Beccaria           | Ceirano Tipo S 150                  | 23:28:29,000 |
| 14          | 3.0 | 47  |                     | Albino Marinon O. Morbidini           | Ansaldo 6B IV Serie                 | 23:28:44,000 |
| 15          | 2.0 | 72  |                     | Ernesto Tamburi A. Attili             | Itala Tipo 61                       | 23:41:09,400 |
| 16          | 3.0 | 24  | Fratelli Battaglini | Augusto Battaglini Romeo Battaglini   | Lancia Lambda                       | 23:41:43,600 |
| 17          | 2.0 | 11  |                     | P. Anselmi Carlo Gazzabini            | OM Tipo 665 Sport                   | 24:02:14,000 |
| 18          | 3.0 | 95  |                     | Cesare Schieppati G. Ferretti         | Diatto Tipo 35                      | 24:05:00,600 |
| 19          | 3.0 | 81  |                     | E. Giraudo P. Pagliero                | Diatto Tipo 26                      | 24:18:55,000 |
| 20          | 1.1 | 39  |                     | P. Moalli Bartolo Ferrari             | Fiat 509S                           | 24:23:41,000 |
| 21          | 1.1 | 59  |                     | Giuseppe Ricci Gay                    | Fiat 509S                           | 24:27:32,400 |
| 22          | 5.0 | 41  |                     | Eugenio Silvani Giovanni Minozzi      | Fiat 519S Spider                    | 24:52:54,000 |
| 23          | 2.0 | 45  |                     | Carlo Bucchetti E. Alessandrini       | Ansaldo 6B                          | 24:58:12,800 |
| 24          | 1.1 | 1   |                     | Alfonso Zampieri A. Bertoldi          | Amilcar CGS                         | 25:07:17,400 |
| 25          | 3.0 | 66  | Lancia              | Emilio Giacosa G. Storari             | Lancia Lambda                       | 25:12:24,000 |
| 26          | 1.5 | 58  |                     | Rossato Filippo Tassara               | Ceirano Tipo S 150                  | 25:26:26,400 |
| 27          | 3.0 | 46  |                     | Novi Ciompi                           | Ansaldo 6B IV Serie                 | 25:31:06,000 |
| 28          | 1.1 | 38  |                     | N. Manenti C. Ricceri                 | Fiat 509S                           | 25:37:03,000 |
| 29          | 2.0 | 75  |                     | A. Antici Grasselli                   | OM Tipo 665 Sport                   | 25:49:34,000 |
| 30          | 3.0 | 19  | Lancia              | M. Benelli Filippo Benelli            | Lancia Lambda                       | 25:53:13,800 |
| 31          | 2.0 | 96  |                     | A. Sansoni L. Viano                   | Diatto Tipo 30                      | 26:32:22,000 |
| 32          | 3.0 | 90  |                     | C. Moschini A. Concari                | Lancia Lambda                       | 26:36:18,600 |
| 33          | 3.0 | 44  |                     | Natale Romano Cesare Villa            | Bianchi Tipo 20                     | 26:43:59,000 |
| 34          | 3.0 | 85  |                     | Corrado Lotti A. Bartolini            | Ansaldo 6B IV Serie                 | 26:46:03,000 |
| 35          | 1.5 | 4   |                     | C. Comelli Badini                     | OM Tipo 469                         | 26:49:12,000 |
| 36          | 2.0 | 100 |                     | Stanislao Terziani Giuseppe Forti     | Ansaldo 4H                          | 26:59:23,000 |
| 37          | 2.0 | 76  |                     | Emilio Bernardi Passerini             | OM Tipo 665 Sport                   | 27:48:47,200 |
| 38          | 1.5 | 8   |                     | U. Donati G. Tartaglia                | Fiat 501S                           | 27:56:10,000 |
| 39          | 3.0 | 18  | Lancia              | Ferruccio Radice Ezio Cattaneo        | Lancia Lambda                       | 28:01:47,600 |
| 40          | 1.1 | 16  |                     | Gino Crespi A. Vaghi                  | SAM Tipo C 25F Spider               | 28:10:05,000 |
| 41          | 5.0 | 40  |                     | E. Weber B. Menchetti                 | Fiat 519S                           | 28:12:52,000 |
| 42          | 1.1 | 26  |                     | Giorgio Ambrosini Cossalter           | Fiat 509S Guida Interna             | 28:16:11,000 |
| 43          | 1.5 | 53  |                     | Emilio Romano M. Martinelli           | Fiat 501S                           | 28:16:48,000 |
| 44          | 1.1 | 67  |                     | Dino Ravasio A. Fozzato               | Fiat 509S                           | 28:17:56,000 |
| 45          | 1.1 | 101 |                     | L. Negri Battacchi                    | Amilcar CGS                         | 29:43:14,000 |
| 46          | 1.1 | 9   |                     | C. Chiabotti Candiani                 | Fiat 509S                           | 29:45:00,000 |
| 47          | 1.5 | 3   |                     | Giuseppe Favero Giovanni Salvioni     | Bugatti Brescia Modifiée            | 30:00:09,000 |
| 48          | 2.0 | 73  |                     | Rino Casarotti A. Marino              | Itala Tipo 61 Berlina Aerodinamica  | 30:30:37,000 |
| 49          | 1.5 | 30  |                     | Enzo Crotti Buozzi                    | Fiat 501S                           | 30:31:14,400 |
| 50          | 1.1 | 2   |                     | T. Saccomani M. Fiumi                 | Amilcar CGS                         | 32:04:10,000 |
| 51          | 1.1 | 88  |                     | F. Pirola C. Pensi                    | Bianchi Tipo 20 Sport               | 32:15:49,000 |
| 52          | 1.5 | 77  |                     | A. Arrivabene F. Gatti                | Fiat 501 Testa Silvani              | 33:46:18,000 |
| 53          | 750 | 84  |                     | Giuseppe Cazzulani Alberto Monferroni | Peugeot 5 HP Tipo MM                | 33:51:33,000 |
| 54          | 750 | 83  |                     | Du Petit Thouars L. Siregni           | Peugeot 5 HP Tipo MM                | 37:48:26,000 |
| 55          | 750 | 83  |                     | Lauvergne Labergue                    | Peugeot 5 HP Tipo MM                | 37:50:33,000 |
| Ausgefallen |     |     |                     |                                       |                                     |              |
| 56          | 3.0 | 7   |                     | G. Cirio G. Benno                     | Lancia Lambda                       |              |
| 57          | 1.5 | 10  |                     | G. Vaccari A. Bogani                  | Fiat 501 Testa Silvani              |              |
| 58          | 3.0 | 25  |                     | E. Guerrero A. Frassinelli            | Lancia Lambda                       |              |
| 59          | 1.1 | 28  |                     | Francesco Matrullo Fiammi             | Fiat 509S                           |              |
| 60          | 3.0 | 42  | SA Alfa Romeo       | Gastone Brilli-Peri Bruno Presenti    | Alfa Romeo RLSS 22/90               |              |
| 61          | 3.0 | 43  | SA Alfa Romeo       | Attilio Marinoni Giulio Ramponi       | Alfa Romeo RLSS 22/90               |              |
| 62          | 1.1 | 50  |                     | Giuseppe Gilera B. Ghiringhelli       | Fiat 509S                           |              |
| 63          | 1.1 | 51  |                     | Umberto Capello Tomei                 | Fiat 509S                           |              |
| 64          | 1.5 | 52  |                     | G. Viola A. Viola                     | Ceirano Tipo S 150                  |              |
| 65          | 2.0 | 54  |                     | Claudio Sandonnino P. Reggiani        | Bugatti T40                         |              |
| 66          | 1.1 | 60  |                     | Luigi Fagioli Lanzi                   | Salmson 1100                        |              |
| 67          | 1.5 | 61  |                     | Gioacchino Leonardi C. Spineto        | Ceirano Tipo S 150                  |              |
| 68          | 1.1 | 63  |                     | Ezio Barbieri Guidelli                | SAM Tipo C 25F                      |              |
| 69          | 1.5 | 64  |                     | Rolli Fontanesi                       | Ceirano Tipo S 150                  |              |
| 70          | 2.0 | 65  |                     | R. Ruvioli Giombini                   | Ansaldo 4H                          |              |
| 71          | 1.5 | 69  |                     | Piero Lissoni E. Fumagalli            | Fiat 501S                           |              |
| 72          | 3.0 | 79  |                     | Giulio Aymini Delpodio                | Diatto Tipo 35                      |              |
| 73          | 3.0 | 80  |                     | G. Ceratto F. Sartorio                | Lancia Lambda                       |              |
| 74          | 3.0 | 86  |                     | A. Bornigia Massei                    | Ansaldo 6B IV Serie                 |              |
| 75          | 1.1 | 92  |                     | M. Riolo Geri                         | Fiat 509S                           |              |
| 76          | 1.1 | 93  |                     | Giovanni Portioli G. Dall’Olio        | Amilcar CGS                         |              |
| 77          | 3.0 | 94  |                     | L. Arpinati R. Bertoni                | Alfa Romeo RLSS 22/90               |              |

### Nur in der Meldeliste
Zu diesem Rennen sind keine weiteren Meldungen bekannt.

### Klassensieger
| Klasse | Fahrer              | Fahrer             | Fahrzeug                            | Platzierung im Gesamtklassement |
| ------ | ------------------- | ------------------ | ----------------------------------- | ------------------------------- |
| S 8.0  | Aymo Maggi          | Bindo Maserati     | Isotta Fraschini Tipo 8A SS Torpedo | Rang 6                          |
| S 5.0  | E. Silvani          | Giovanni Minozzi   | Fiat 519S Spider                    | Rang 22                         |
| S 3.0  | Ermenegildo Strazza | Attilio Varallo    | Lancia Lambda Torpedo               | Rang 4                          |
| S 2.0  | Ferdinando Minoia   | Giuseppe Morandi   | OM Tipo 665 Sport                   | Gesamtsieg                      |
| S 1.5  | G. Binda            | A. Belgir          | Bugatti T40                         | Rang 12                         |
| S 1.1  | P. Moalli           | Bartolo Ferrari    | Fiat 509S                           | Rang 20                         |
| 750    | Giuseppe Cazzulani  | Alberto Monferroni | Peugeot 5 HP Tipo MM                | Rang 53                         |

### Renndaten
- Gemeldet: 77
- Gestartet: 77
- Gewertet: 55
- Rennklassen: 7
- Zuschauer: unbekannt
- Wetter am Renntag: unbekannt
- Streckenlänge: 1639,700 km
- Fahrzeit des Siegerteams: 21:04:48,200 Stunden
- Gesamtrunden des Siegerteams: 1
- Gesamtdistanz des Siegerteams: 1639,700 km
- Siegerschnitt: 47,990 km/h
- Pole Position: keine
- Schnellste Rennrunde: keine
- Rennserie: zählte zu keiner Rennserie